# ای اسکن (نرم‌افزار امنیتی)
یک برنامه آنتی‌ویروس ساخته شده توسط شرکت آنتی‌ویروس هندی MicroWorld Technologies Inc. . این شرکت در سال ۱۹۹۳ در هند ظاهر شد. امروزه eScan در سراسر جهان شناخته شده‌است و در ۱۸ زبان در دسترس است. آخرین نسخه ۱۴٫۰٫۱۴۰۰٫۲۱۱۷ است و در تاریخ ۲۷ اوت ۲۰۱۸ منتشر شد. این نسخه برای تمام نسخه‌های ویندوز پشتیبانی شده در دسترس است. نسخه‌های iOS, OSX, Android و لینوکس وجود دارد.